# DearS
DearS (jap. ディアーズ, Diazu) ist eine Manga-Serie des Zeichnerduos PEACH-PIT. Der Manga, der von 2001 bis 2005 in ungefähr 1.400 Seiten erschien, wurde in vier Sprachen übersetzt und 2004 als Anime-Fernsehserie umgesetzt.

## Handlung
In naher Zukunft sind 150 sogenannte „DearS“ – biosynthetische Außerirdische mit jugendlichem, attraktivem und humanoidem Aussehen – auf der Erde in Japan mit ihrem Raumschiff gestrandet. Seit ihrer Notlandung versuchen die DearS sich in das Leben der Menschen zu integrieren. In diesem Bestreben haben einige DearS mittlerweile die japanische Staatsbürgerschaft erhalten. Damit die DearS, deren Sprache und Schrift sich sehr von denen der Menschen unterscheidet, mehr über die menschlichen Sitten lernen, werden sie auf zufällig gewählte Schulen geschickt und zum Leben bei einer menschlichen Gastfamilie aufgefordert.
Ein Jahr nach der Notlandung trifft der Oberschüler Takeya Ikuhara auf dem Rückweg von der Schule auf ein Mädchen, das ganz alleine auf dem Boden sitzt. Dieses Mädchen ist bis auf eine Decke, die es um sich geschlungen hat, nackt, geschwächt und halb verhungert. Aus Mitleid spricht er es an und wird daraufhin von ihr verfolgt. Bei dem Versuch es abzuwimmeln wird es beinahe von einem LKW überfahren. Er schafft es das Mädchen zu retten und zum Dank erkennt es ihn als ihren Gebieter an, wobei es offenbart, dass es eine DearS ist. Widerwillig nimmt er sie bei sich auf und tauft sie auf den Namen Ren. Ren ist eine sogenannte „Nullnummer“, eine defekte DearS.
Da die DearS auf ihrem Heimatplaneten Sklaven waren, rechnen diese nicht mit einer „Rettung“ von der Erde. Deshalb versuchen sie, sich den Menschen als Sklaven anzubieten. Eine DearS ist so gestrickt, dass ihr größtes Glück das Befolgen von Befehlen ihres Gebieters ist. Nachdem Takeya davon erfährt, ist er entsetzt und versucht Ren von einem eigenständigen Leben zu überzeugen.

## Charaktere
Ren
Ren ist ein attraktives, fleißiges, tollpatschiges und manchmal auch naives Mädchen der DearS. Von anderen DearS wird sie abfällig als Nullnummer bezeichnet, da sie defekt und somit in deren Augen eine Schande für die DearS ist. Ihr voller Name lautet RenRenRen-NagusaRanRenShiiaRurunnRen Nakora. Da ihr Name Takeya zu lang und kompliziert war, kürzte er ihn in „Ren“, was in der Sprache der DearS soviel bedeutet wie 0 oder nichts. Kurz nach ihrer ersten Begegnung wird sie von Takeya davor gerettet von einem LKW überfahren zu werden und entschließt sich daraufhin ihm als Sklavin zu dienen und folgt ihm auf Schritt und Tritt. Da Sklaven dazu normalerweise kein Recht und keine Befähigung besitzen (freier Wille), gilt dieses Ereignis als Gabe und wird von den DearS als heilig angesehen. Sie konnte vorerst kein Japanisch, was sie aber auf wundersame Weise innerhalb von einer Nacht lernte. Darüber hinaus hat sie anfangs keinerlei Fähigkeiten und macht somit viel falsch, was Takeya und andere DearS oft zur Weißglut bringt. Trotzdem versucht sie alles, um Takeya zu gefallen und ihn zu verführen. Ihre Leibspeise sind Melonenbrötchen, von denen sie sich hauptsächlich ernährt. Durch ein Missverständnis wird sie an Takeyas Schule aufgenommen und geht zusammen mit ihm in eine Klasse.
Takeya Ikuhara
Takeya ist ein Einzelgänger mit wenigen Bekanntschaften, sehr faul und hasst es, für die Schule zu lernen, was sich in seinem Notendurchschnitt spiegelt. Er lebt alleine in einer kleinen Mietwohnung, die ihm von seinen Eltern finanziert wird. Nach der Schule arbeitet Takeya in einer Bäckerei (Manga) bzw. bei einem Videoverleih (Anime), bei dessen Chef er sich regelmäßig ein paar erotische Filme für sich und seinen besten Freund Oihiko ausleiht. Sein Chef wird oft handgreiflich, da Takeya regelmäßig schwänzt. Als Ren zum ersten Mal in sein Leben tritt, ist er anfangs wenig begeistert und versucht ihr stets zu verdeutlichen, dass ihn ihr anhängliches und sklavenhaftes Verhalten stört. Allerdings merkt er im Laufe der Handlung, dass er Ren doch sehr gerne mag und wünscht sich für sie mehr Unabhängigkeit. Takeya ist es ziemlich unangenehm, dass sämtliche DearS, denen er begegnet, ein großes Interesse an ihm zeigen, freundet sich aber dennoch mit ihnen an. Zu seiner Familie gehören außerdem noch sein Vater, der die DearS erforscht, seine Stiefmutter Harumi, sowie seine kleine Stiefschwester Natsuki, die ihn über alles liebt.
Neneko Izumi
Neneko ist Takeyas Kindheitsfreundin und Mitschülerin, wohnt neben ihm und ist heimlich in ihn verliebt. Sie weckt ihn täglich und kümmert sich gelegentlich um ihn und Ren. Sie mag gerne Horrorfilme und zwang Takeya in deren Kindheit sie mit anzugucken, wodurch er gegenüber Außerirdischen sehr misstrauisch wurde. Sie ist eine begabte Schneiderin und Designerin und träumt davon, eigene Kollektionen zu entwerfen.
Miu
Miu ist eine DearS und geht zur selben Schule wie Takeya. Sie ist hochintelligent, überfürsorglich, fleißig, perfektionistisch und eingebildet. Sie betrachtet Ren als Rivalin und nutzlose Nullnummer, freundet sich aber zunehmend mit ihr an und gibt ihr Nachhilfe. Im späteren Verlauf der Handlung verliebt sie sich in Takeya und wünscht sich seine Sklavin zu sein.
Ki
Ki ist ein DearS und geht zur selben Schule wie Takeyas Stiefschwester. Er ist sehr zurückhaltend und devot.
Hikoro „Oihiko“ Oikawa
Oihiko ist Takeyas bester Freund und Mitschüler. Er vergöttert die DearS und beneidet Takeya um dessen Kontakte.
Hirofumi „Hiro“ Nonaka
Hiro ist der Mädchenschwarm an Takeyas Schule. Er verliebt sich in Ren und versucht sie davon zu überzeugen Takeya für ihn zu verlassen.
Frau Mitsuka
Frau Mitsuka ist Takeyas Klassenlehrerin und unterrichtet Englisch. Sie ist eine Nymphomanin, Exhibitionistin und dreht nebenbei auch Erotikvideos.

## Veröffentlichungen
DearS kam in Japan von 2001 bis 2005 als Fortsetzungsgeschichte im Manga-Magazin Dengeki Comic Gao! heraus, in dem zu dieser Zeit etwa auch Natsumi Mukais +Anima veröffentlicht wurde. Der Media-Works-Verlag brachte die im Magazin veröffentlichten Einzelkapitel ab März 2002 auch in acht Sammelbänden heraus. Bis Ende 2004 verkauften sich die ersten sechs Sammelbände in Japan über 980.000 mal.
Im März 2006 erschien ein Artbook mit Illustrationen zu DearS bei Media Works.
Der Manga wurde ins Englische, Deutsche, Französische und Italienische übersetzt. Im deutschen Sprachraum erschienen die acht Bücher der Comicserie von November 2004 bis Juni 2006 im Verlag Tokyopop.

## Adaptionen

### Anime
Im Animationsstudio Daume entstand eine Anime-Serie mit dreizehn Episoden auf Basis des Mangas. Während Takao Yoshioka für das Drehbuch und die Umsetzung verantwortlich war, führte Tetsuji Higuchi Regie. Produziert wurde die Serie von Bandai Visual und GENCO.
Vom 10. Juli bis zum 26. September 2004 wurden zwölf der Folgen wöchentlich auf dem japanischen Fernsehsender TV Kanagawa erstausgestrahlt. Die gesamte Serie wurde anschließend auf sieben DVDs veröffentlicht; auf einer der DVDs war die Zusatzepisode 9.5 enthalten, welche während der Produktion als 13. Folge geplant war, jedoch nicht ausgestrahlt wurde. Sie ist daher von der Handlung her zwischen den Episoden neun und zehn anzusiedeln. Der Anime erschien auch in den Vereinigten Staaten, in Frankreich sowie bei Tokyopop von September 2005 bis Mai 2006 auf fünf DVDs in Deutschland.
In Deutschland wurde die Serie ab 1. September 2007 auf Animax ausgestrahlt.
Der Vorspann Love Slave (ラブスレイブ, Rabu Sureibu) stammt von Under17 und der Abspann Happy Cosmos von PoppinS.

### Videospiel
Im Juni 2004 erschien ein Ren’ai-Adventure für die PlayStation 2, in dem besonders der romantische Aspekt des Mangas stark hervorgehoben wurde. Der Spieler schlüpft in die Rolle von Takeya und muss Aufgaben im Zusammenhang mit den weiblichen Figuren lösen.

### Hörspiel
Für das Radio entstand eine Hörspielreihe, bei der dieselben Sprecher wie bei der Fernsehserie und beim Videospiel auftreten.

## Rezeption
Die deutsche Fachzeitschrift AnimaniA bewertete den Manga als „kein must-have“. Die Handlung sei „einfach gestrickt“: „Anstatt großer Überraschungsmomente wird leichte Unterhaltung mit einigen erotischen Anspielungen geboten. Ernstere und fesselnde Augenblicke stellen sich erst später ein, wenn Takeya's Eltern ins Spiel kommen und die Beziehung zu Ren intensiver wird.“ Der Manga erinnere zudem stark an Clamps Chobits.
Den Vergleich mit Chobits zogen auch Helen McCarty und Jonathan Clements. Die Beziehung zwischen Takeya und Ren sowie die „unwillkommener-Gast“-Handlung seien zuvor schon ähnlich in Oh! My Goddess und Urusei Yatsura behandelt worden.